# لاري فرينش
لاري فرينش (بالإنجليزية: Larry French)‏ هو لاعب كرة قاعدة أمريكي، ولد في 1 نوفمبر 1907 في فيساليا في الولايات المتحدة، وتوفي في 9 فبراير 1987 في سان دييغو في الولايات المتحدة.

## وصلات خارجية
- لاري فرينش على موقع دوري كرة القاعدة الرئيسي (الإنجليزية)
- لاري فرينش على موقعبيزبول رفرنس.كوم (الدوري الرئيسي) (الإنجليزية)
- لاري فرينش على موقعبيزبول رفرنس.كوم (الدوري الثانوي) (الإنجليزية)